# Der Weltstaat
Der Weltstaat. Organismus und Organisation ist ein 1960 erschienener Essay von Ernst Jünger. Er erschien zuerst in dem Sammelband Wo stehen wir heute, herausgegeben von H. Walter Bähr, und nimmt den Titel des Bandes als Ausgangspunkt. Jünger betont, dass man weniger „steht“, als sich in Bewegung befindet. Diese Bewegung beschleunige sich zunehmend und laufe auf einen Weltstaat hinaus. Der Weltstaat gehört mit Der Waldgang, Über die Linie, Der gordische Knoten und An der Zeitmauer in eine Reihe von Essays, in denen sich Jünger in den 1950er Jahren mit der politischen Situation seiner Zeit auseinandersetzte.

## Inhalt

Flugzeugkokarde der US Air Force

Roter Stern

Auf die Frage „wo stehen wir heute?“ antwortet Jünger zunächst, dass man weniger „steht“ als sich in Bewegung befindet. Dies zudem in einem Accelerando, einer ständigen Beschleunigung. Deshalb sind auch große Standbilder bedeutender Menschen problematisch geworden. Der Mensch, auch und gerade in der höchsten Position, wird zufällig, wird auswechselbar (sämtl. Werke 7 S. 487f).
Auch der Staat wird von dieser Beschleunigung erfasst, er zieht immer größere Ressourcen an sich, wird für den Einzelnen und für Völker kostspielig, der Staat wird ungeheuer (S. 491). Derzeit gibt es nur noch zwei absolut souveräne Staaten (das waren 1960 die USA und die Sowjetunion). Jünger hält diese beiden für sehr ähnlich: Indessen darf man sich durch die Polemik und ihre Ausschreitungen nicht beirren lassen: Bei unbefangener Ansicht erstaunt die große und wachsende Gleichförmigkeit, die sich über die Länder ausbreitet (S. 492). So führten beide Staaten die gleichen Leitworte, Friede, Freiheit und Demokratie und auch das gleiche Symbol, den Stern. Dass dieser mal rot, mal weiß sei, gleiche eher einem Flackern als einem wirklichen Unterschied.
Einen größeren Exkurs verwendet Jünger auf das Tierreich. Die Verteilung der Staatenbildung hat dort etwas zufälliges. Neben staatenbildenden Arten stehen nahe Verwandte, die einzeln leben. Perfektion erreichen dabei bestimmte Insekten, bei denen unter der Staatenbildung auch der biologische Stand verändert wird (S. 513). So bei Termitensoldaten und den Arbeiterinnen der Ameisen, die verstümmelte Weibchen sind. Bei Säugetieren und Vögeln dagegen entsteht ein Widerstand gegen die Staatenbildung durch die Brutpflege, weil sie individuell und nicht kollektiv betrieben wird (S. 507). Die Organisation des Staates steht unter anderem dadurch in einem Spannungsverhältnis zum Organismus seiner Mitglieder.
Jünger unterscheidet drei politische Charaktere. Zum einen den Anarchisten, worunter er statt des üblichen Begriffs vom Anarchisten einen Anarchen versteht, wie er ihn zuvor im Essay Der Waldgang und später im Roman Eumeswil entwickelt hat. Dieser lehnt den Staat ab und greift auf vorgeschichtliche und „vormythische“ Zustände zurück. Versucht er aber, seine Vorstellungen in die Praxis umzusetzen, scheitert er. Das erklärt die fatale Ähnlichkeit der großen Gesellschaftsutopien mit der Art, durch die in Bienenstöcken und Kasernen das Leben bis in die kleinste Regung geordnet ist (S. 523). Zum zweiten den Konservativen, der die Organisation in einem gewissen Stand bewahren will (S. 523). Schließlich den Revolutionär, der notwendig über beide triumphiere (S. 524).
Wie ein Übergang zu einem Weltstaat vor sich gehen könnte, wird in dem Essay nicht ausgeführt. Von Konferenzen, Plänen, Verträgen soll man nicht viel erhoffen. Jünger behauptet nur allgemein: Eine Weltbewegung ist offensichtlich auf der Suche nach dem Mittelpunkt (S. 498f). Gegen Ende heißt es: Die planetarische Ordnung ist sowohl dem Typus wie der Ausstattung nach bereits vollzogen. Es fehlt nur noch ihre Anerkennung, ihre Deklaration (S. 525).
Der Weltstaat wird laut Jünger eine neue Qualität erreichen, da er nicht mehr einer von vielen, sondern einzig ist. Unter anderem benötigt er deshalb kein Heer. Jünger stellt als Möglichkeit an den Schluss: Dann könnte der menschliche Organismus als das eigentlich Humane, vom Zwang der Organisation befreit, reiner hervortreten (S. 526).

## Rezeption
Steffen Martus empfiehlt, den „Weltstaat“ nicht als Programmschrift der Vereinten Nationen zu lesen. Die Konzeption müsse in ihrer ganzen Weite, damit auch in ihrer Problematik und Radikalität wahrgenommen werden. Sie laufe auf Jüngers Konzept des „Anarchen“ beziehungsweise Waldgängers als kommenden Menschentypen hinaus.
Helmuth Kiesel sieht in diesem Essay lediglich eine Wiederholung und Erweiterung der Thesen, die Jünger bereits in seinen vorangegangenen Essays wie Der gordische Knoten (1953) und An der Zeitmauer (1959) dargelegt hatte. Zu Jüngers Essays der 1950er Jahre schreibt Kiesel allgemein, dass sie weniger apodiktisch sind als die der frühen dreißiger Jahre, wie etwa Der Arbeiter. Nicht alles wird mehr als zweifelsfrei behauptet, einiges erscheint fraglich oder es werden mehrere Möglichkeiten aufgezeigt.